# Saint-Maximin-la-Sainte-Baume
Saint-Maximin-la-Sainte-Baume è un comune francese di 14 617 abitanti situato nel dipartimento del Var della regione della Provenza-Alpi-Costa Azzurra. Prende il nome da san Massimino, vescovo di Aix. Nel suo territorio vi sono le sorgenti del fiume Arc.

## Leggenda aurea
Secondo la leggenda aurea, Lazzaro, Maria Salome, Marta di Betania, Maria Jacobé e Maria Maddalena, sarebbero arrivate in questi luoghi assieme alla serva Sara la Nera, dopo aver vagato in mare su una barca priva di remi. Dapprima giunsero nel territorio la Couronne, dove dopo lungo peregrinare trovarono finalmente un pozzo di acqua potabile: per tal motivo il luogo d'approdo è chiamato ancora oggi Santo Terro ("santa terra"), dove vi sono: una cappella dedicata alla Santa Croce, la chiesetta della Sainte-Croix, il famoso pozzo e quella che la tradizione indica come l'impronta di un piede di Lazzaro. Due volte l'anno vi è una processione alla cappella. Da qui, imbarcata l'acqua potabile necessaria, i santi personaggi avrebbero proseguito per la Camargue, per approdare a Saintes-Maries-de-la-Mer.
Nella chiesa gotica di Saint-Maximin-la-Sainte-Baume (1295) è conservato quello che si dice sia il teschio di Santa Maria Maddalena. "Sainte Baume" in antico provenzale significa "santa grotta". Tale grotta si trova a Plan-d'Aups-Sainte-Baume, sotto la cima più alta del massiccio montagnoso, c'è una grotta dove la tradizione vuole che sia morta la Santa, oggi sede di una chiesa, che accoglie una fonte di acqua, e un convento domenicano. In tale chiesa è presente una reliquia della Maddalena.

## Monumenti e luoghi d'interesse
- Basilica di Santa Maria Maddalena Il più grande edificio gotico della Provenza, la Basilica è uno dei luoghi di pellegrinaggio della religione cattolica. La celebrazione di Maria Maddalena  patrona della città ricorre il 22 luglio. Oltre alla processione con le reliquie della santa nella città hanno luogo concerti, danze popolari ed eventi gastronomici.[2]

## Società

### Evoluzione demografica
Abitanti censiti

## Infrastrutture e trasporti
La principale via d'accesso a Saint-Maximin-la-Sainte-Baume è l'autostrada A8 che unisce Aix-en-Provence con la frontiera italiana.

## Amministrazione

### Gemellaggi
- San Vincenzo